# Сен-Сир-сюр-Мантон
Сен-Сир-сюр-Манто́н (фр. Saint-Cyr-sur-Menthon) — коммуна во Франции, находится в регионе Рона — Альпы. Департамент — Эн. Входит в состав кантона Пон-де-Вель. Округ коммуны — Бурк-ан-Брес.
Код INSEE коммуны — 01343.

## География
Коммуна расположена приблизительно в 350 км к юго-востоку от Парижа, в 60 км севернее Лиона, в 22 км к западу от Бурк-ан-Бреса.
По территории коммуны протекает река Мантон.

## Климат
Климат полуконтинентальный с холодной зимой и тёплым летом. Дожди бывают нечасто, в основном летом.

## Население
Население коммуны на 2010 год составляло 1636 человек.
| 1962 | 1968 | 1975 | 1982 | 1990 | 1999 | 2010 |
| ---- | ---- | ---- | ---- | ---- | ---- | ---- |
| 811  | 809  | 822  | 983  | 1243 | 1313 | 1636 |

## Администрация
| Период | Период | Фамилия             | Партия                                                     | Примечания                       |
| ------ | ------ | ------------------- | ---------------------------------------------------------- | -------------------------------- |
| 1971   | 1983   | Роже Пиу            | Французская секция Рабочего интернационала                 | учитель и директор школы         |
| 1983   | 2014   | Жан-Франсуа Пелетье | Союз за французскую демократию → Союз за народное движение | член генерального совета кантона |
| 2014   | 2020   | Ален Шальтон        | Разные правые                                              |                                  |

## Экономика
В 2010 году среди 1049 человек трудоспособного возраста (15—64 лет) 840 были экономически активными, 209 — неактивными (показатель активности — 80,1 %, в 1999 году было 75,7 %). Из 840 активных жителей работали 797 человек (406 мужчин и 391 женщина), безработных были 43 (21 мужчина и 22 женщины). Среди 209 неактивных 75 человек были учениками или студентами, 90 — пенсионерами, 44 были неактивными по другим причинам.

## Достопримечательности
- Ферма Траверне. Исторический памятник с 1925 года[4].
- Ферма Гран-дю-Клу (XVII век). Исторический памятник с 1994 года[5].
- Ферма Планон (XIV век). Исторический памятник с 1938 года[6].
- Овин Карон. Исторический памятник с 1925 года[7].

## Города-побратимы
- Штраубенхардт (Германия, с 2000)

## Фотогалерея

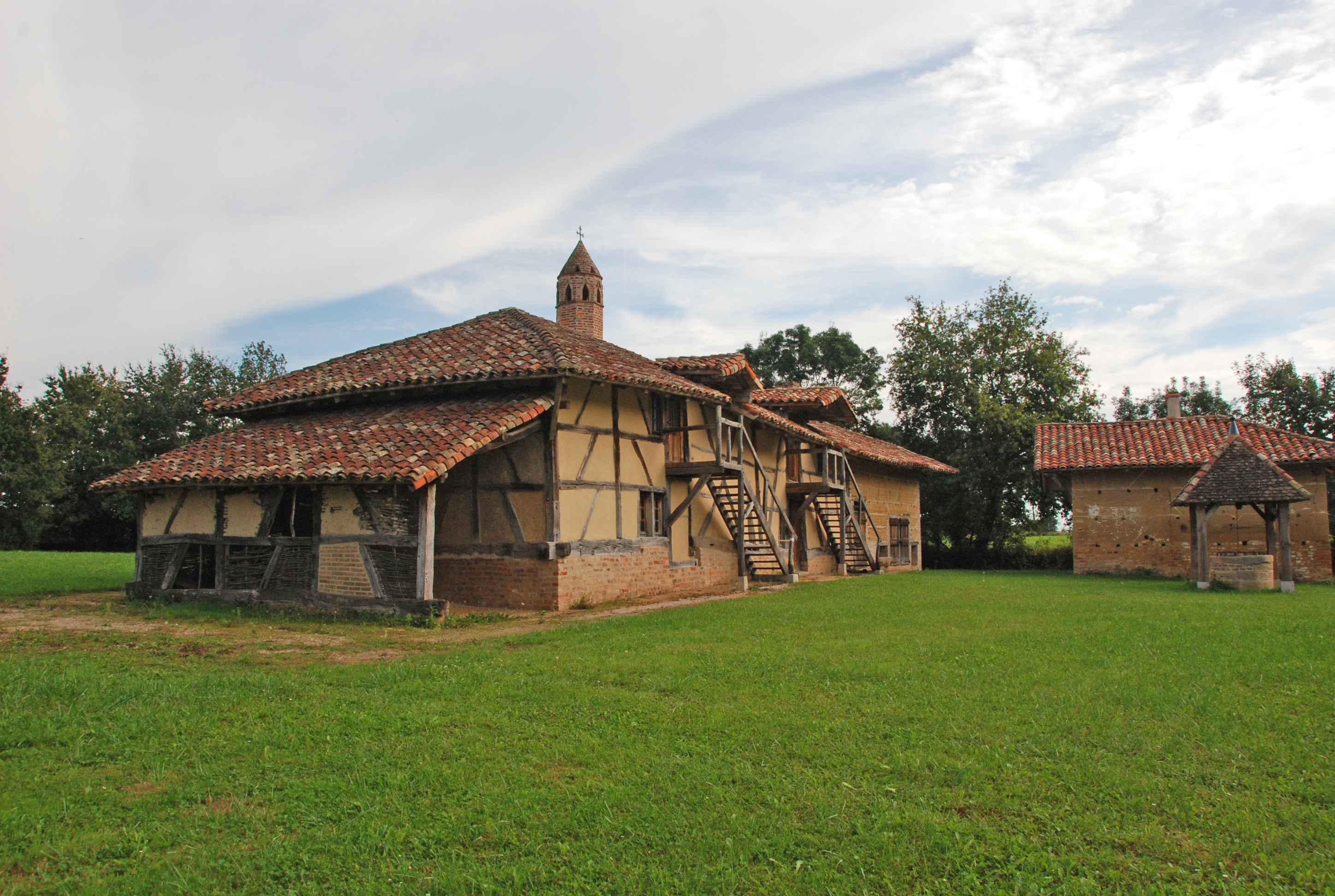
Ферма Гран-дю-Клу
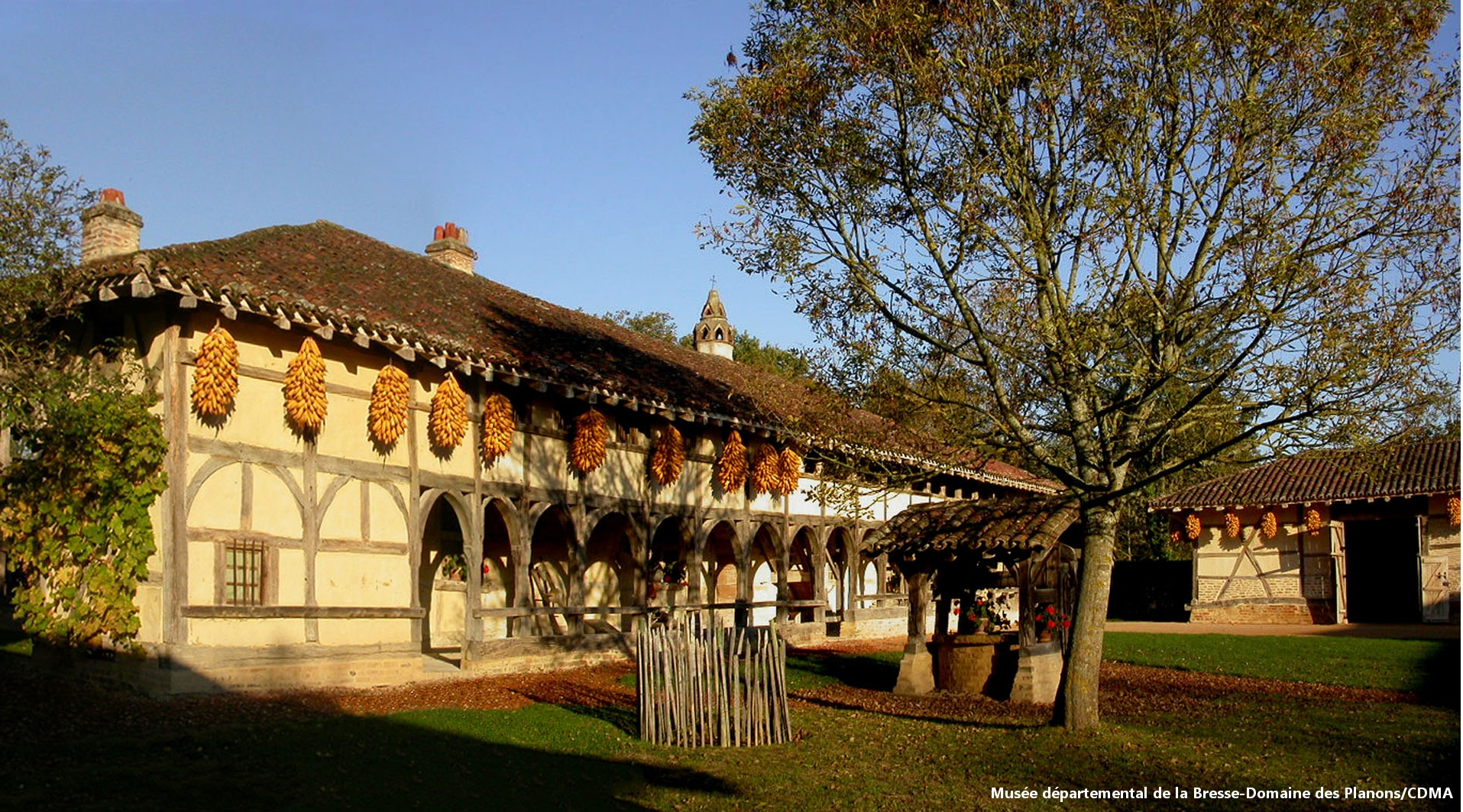
Ферма Планон
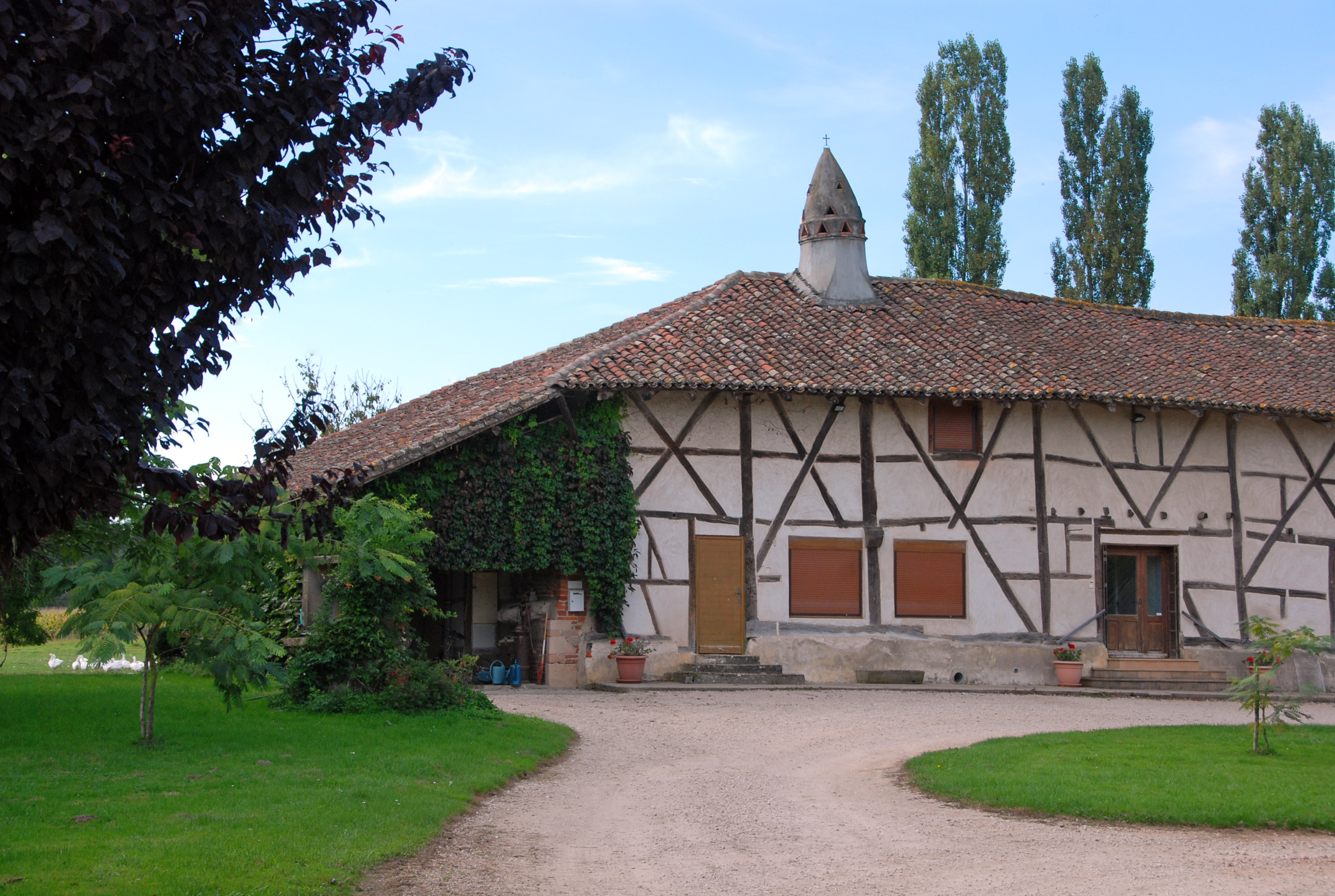
Ферма Траверне
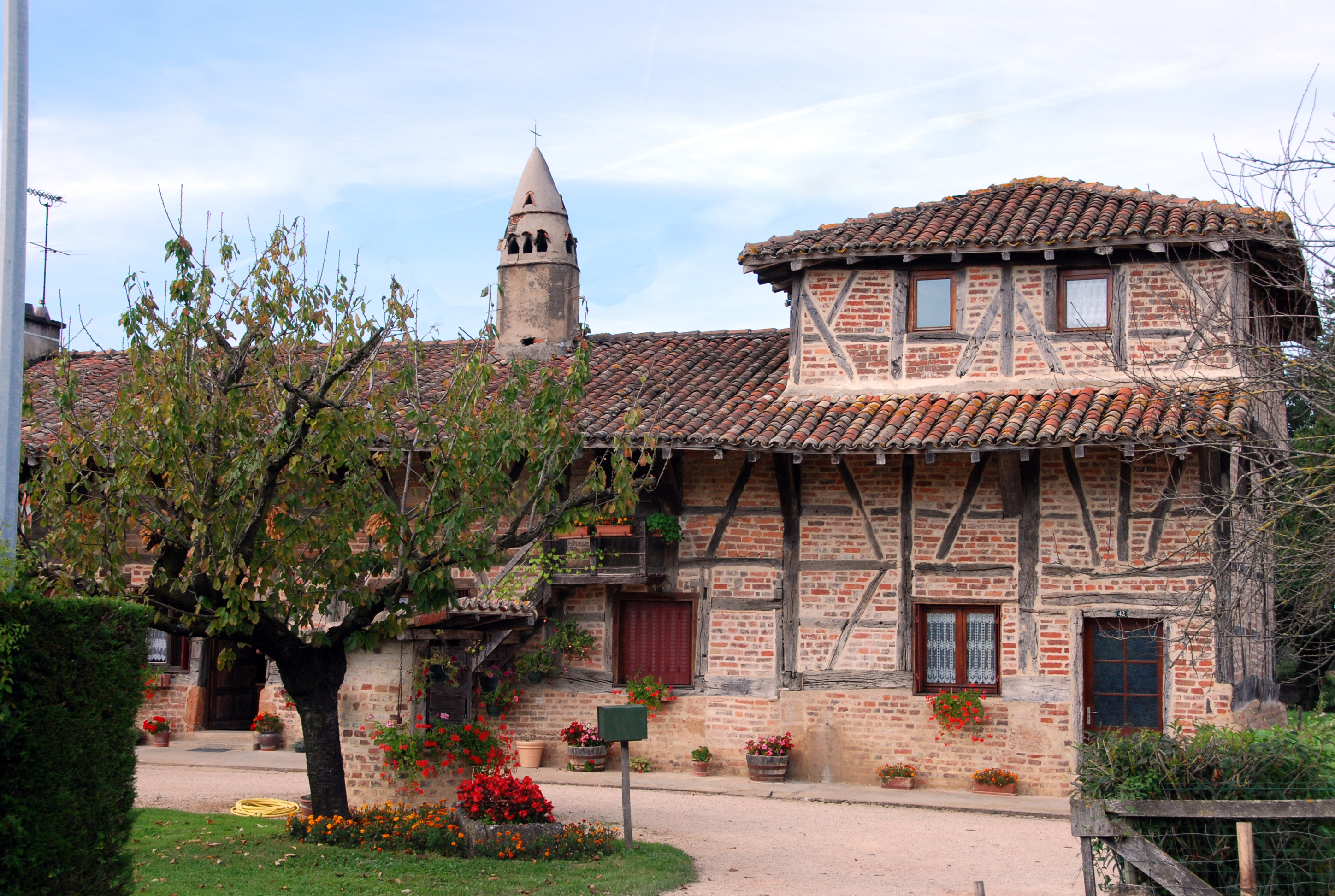
Овин Карон
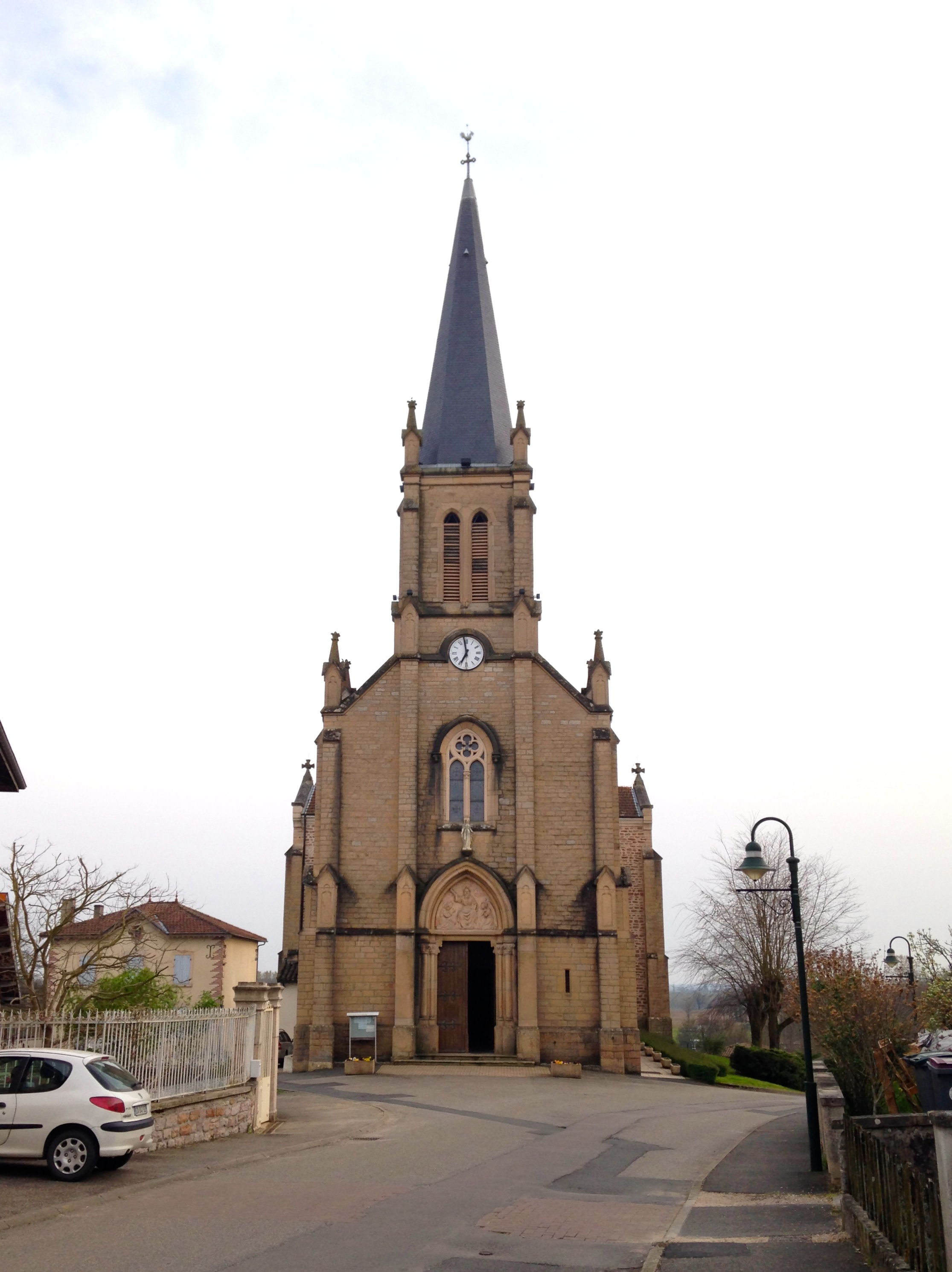
Церковь
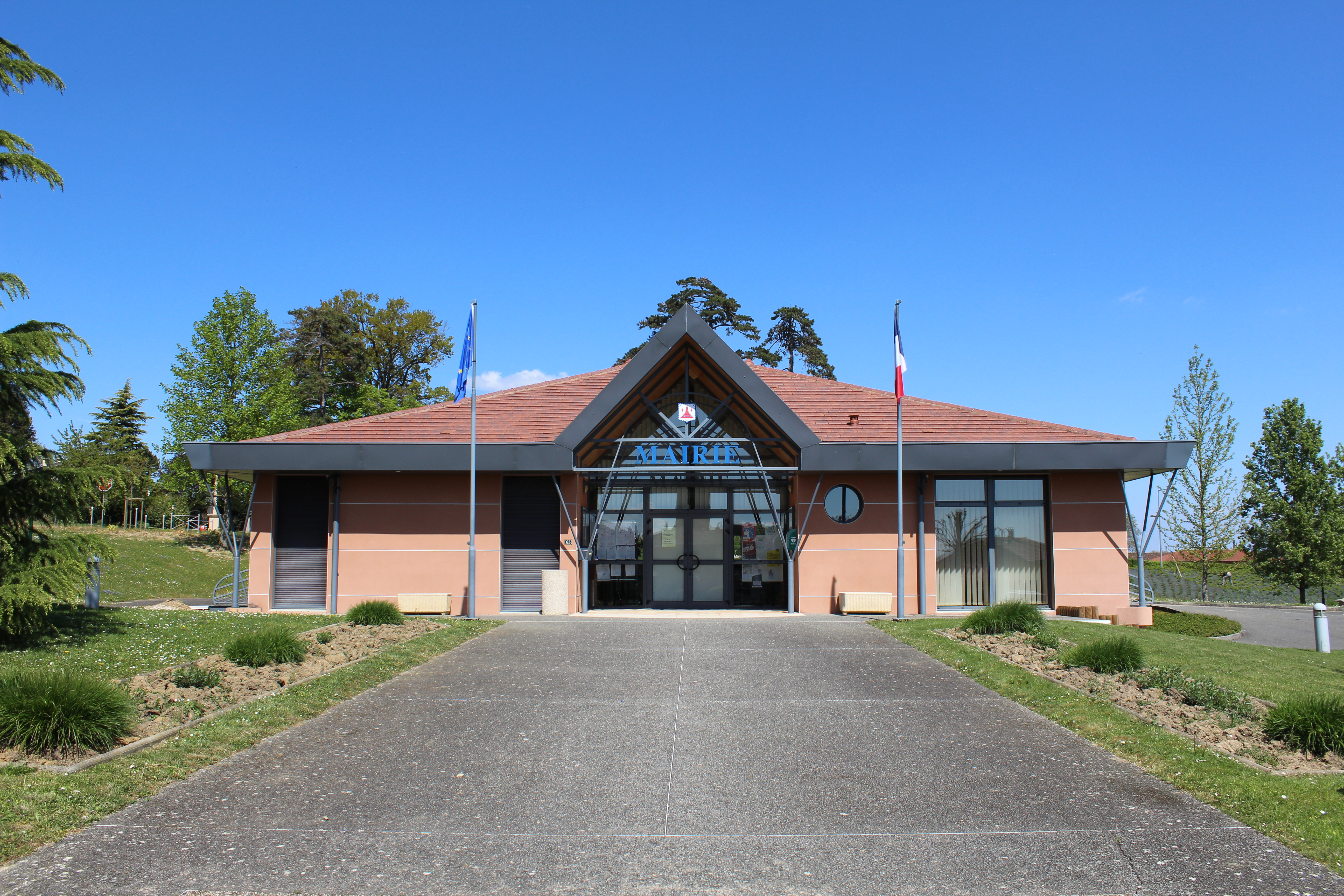
Мэрия
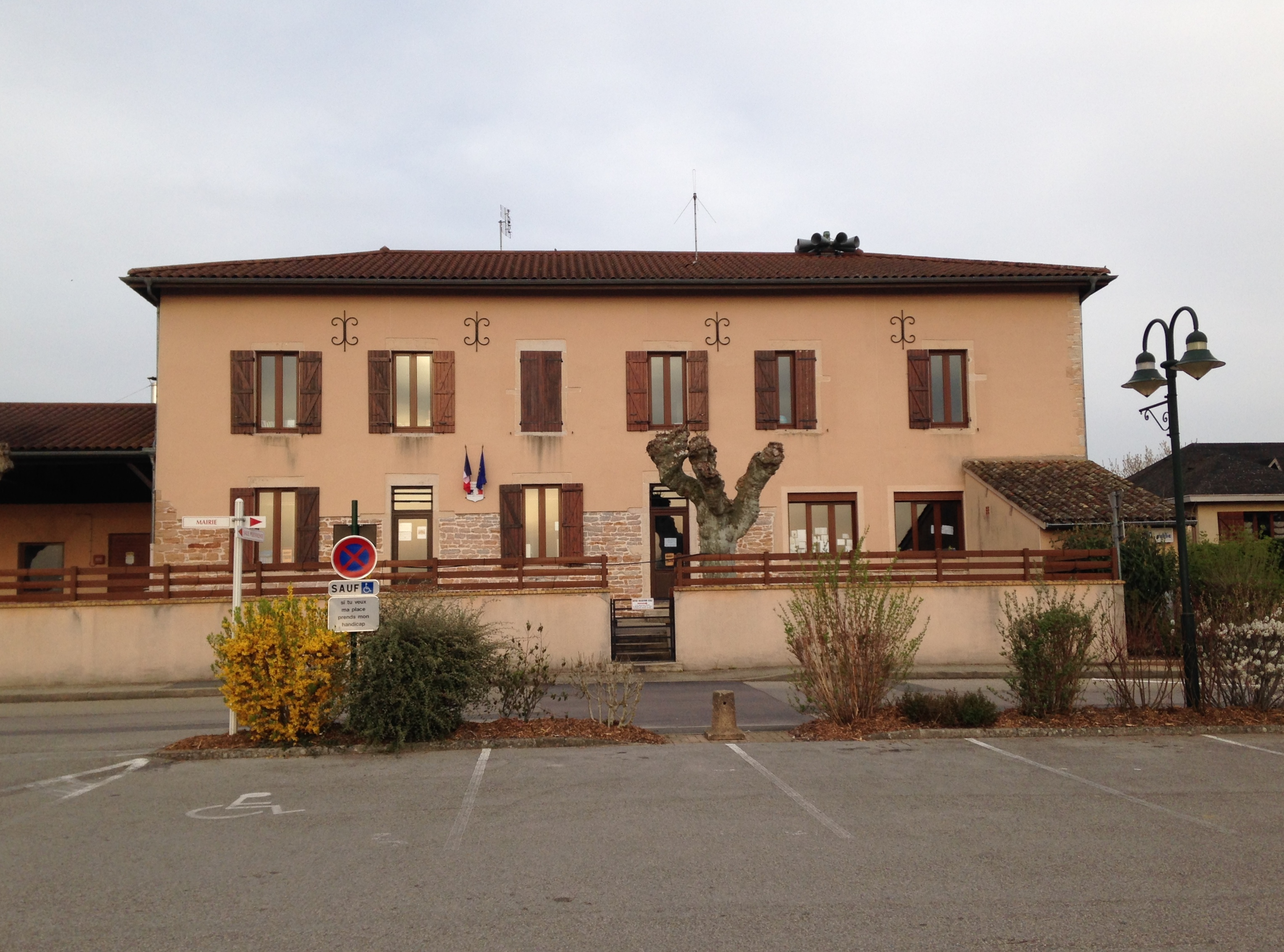
Школа
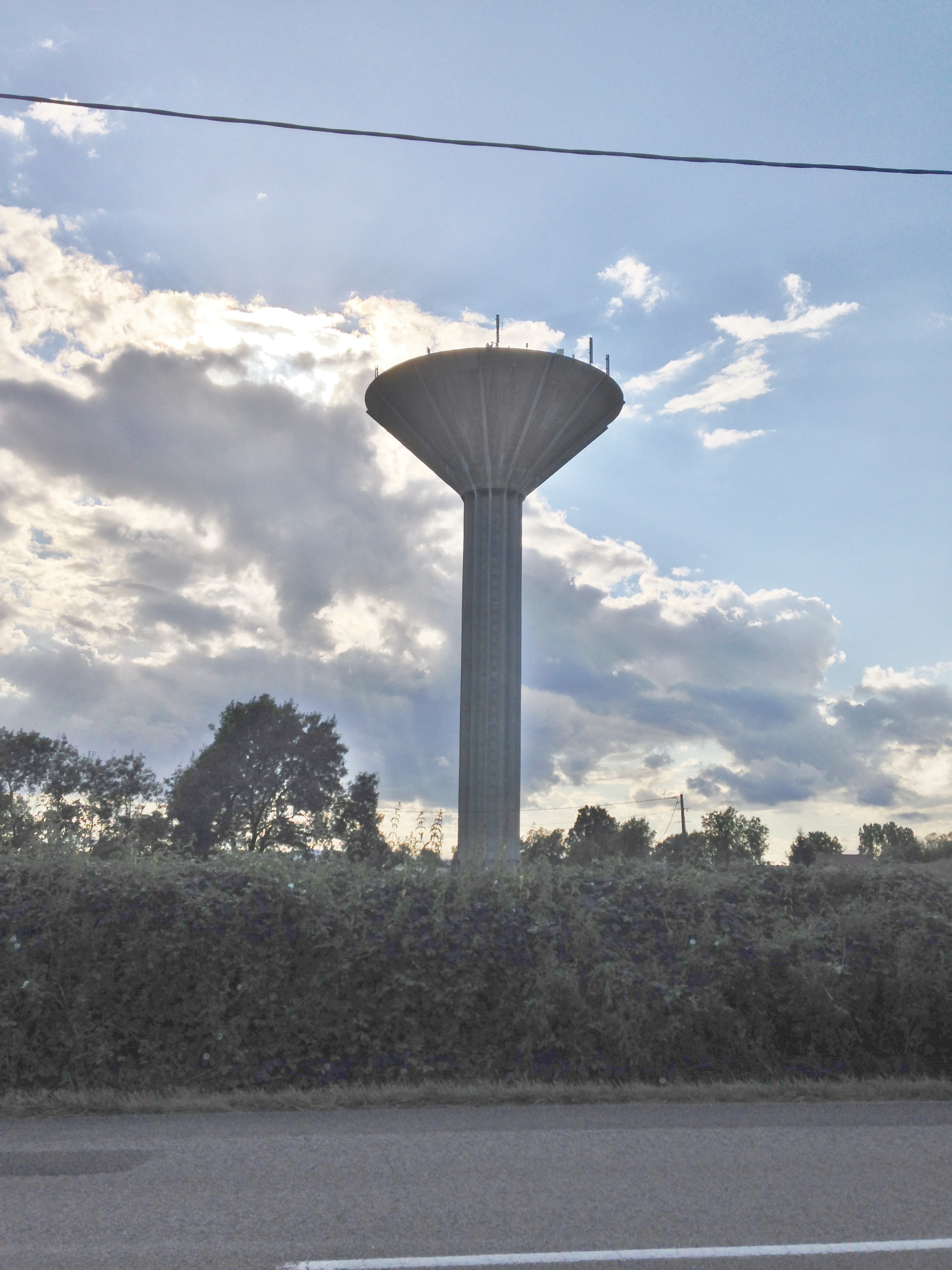
Водонапорная башня
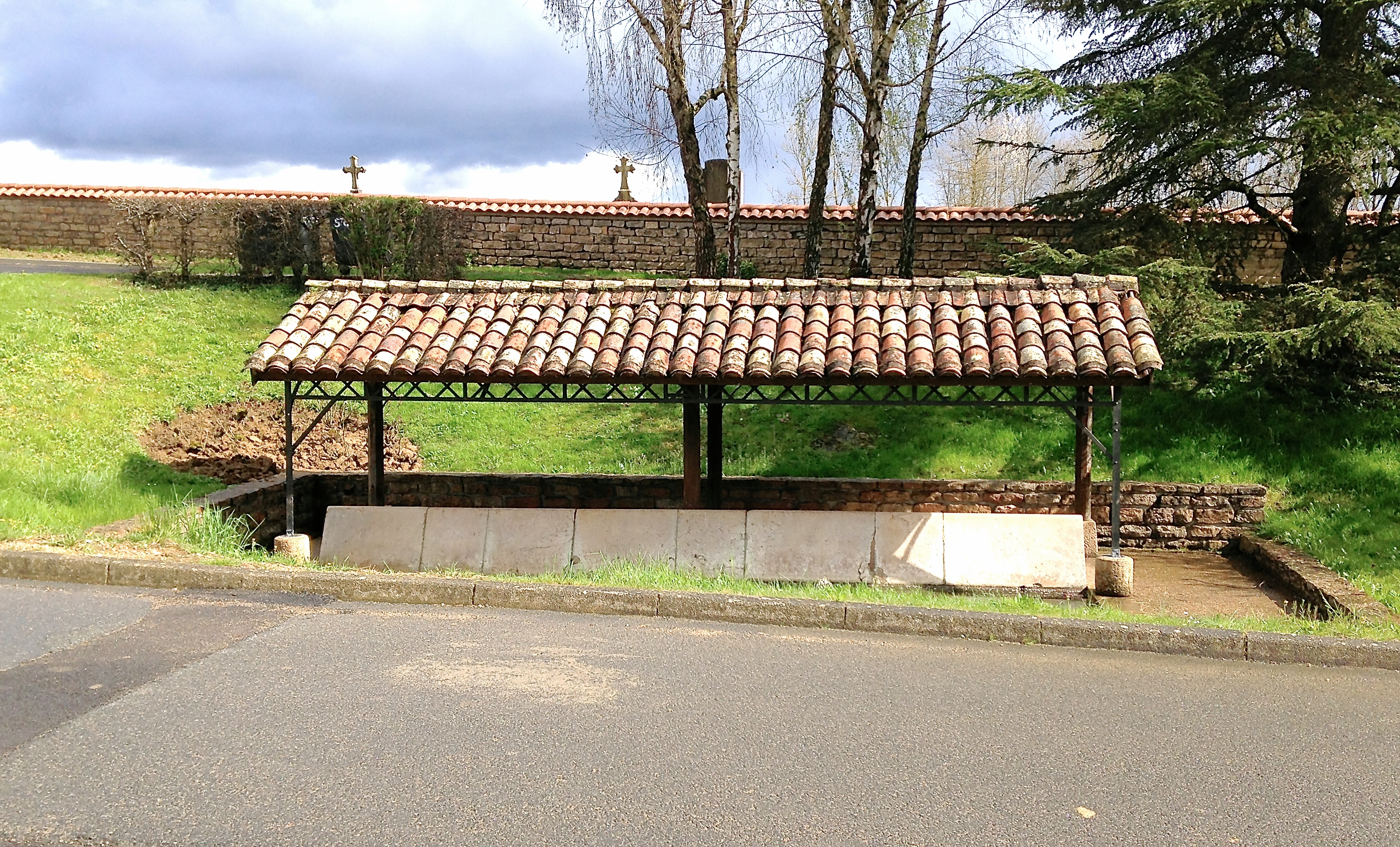
Общественная прачечная
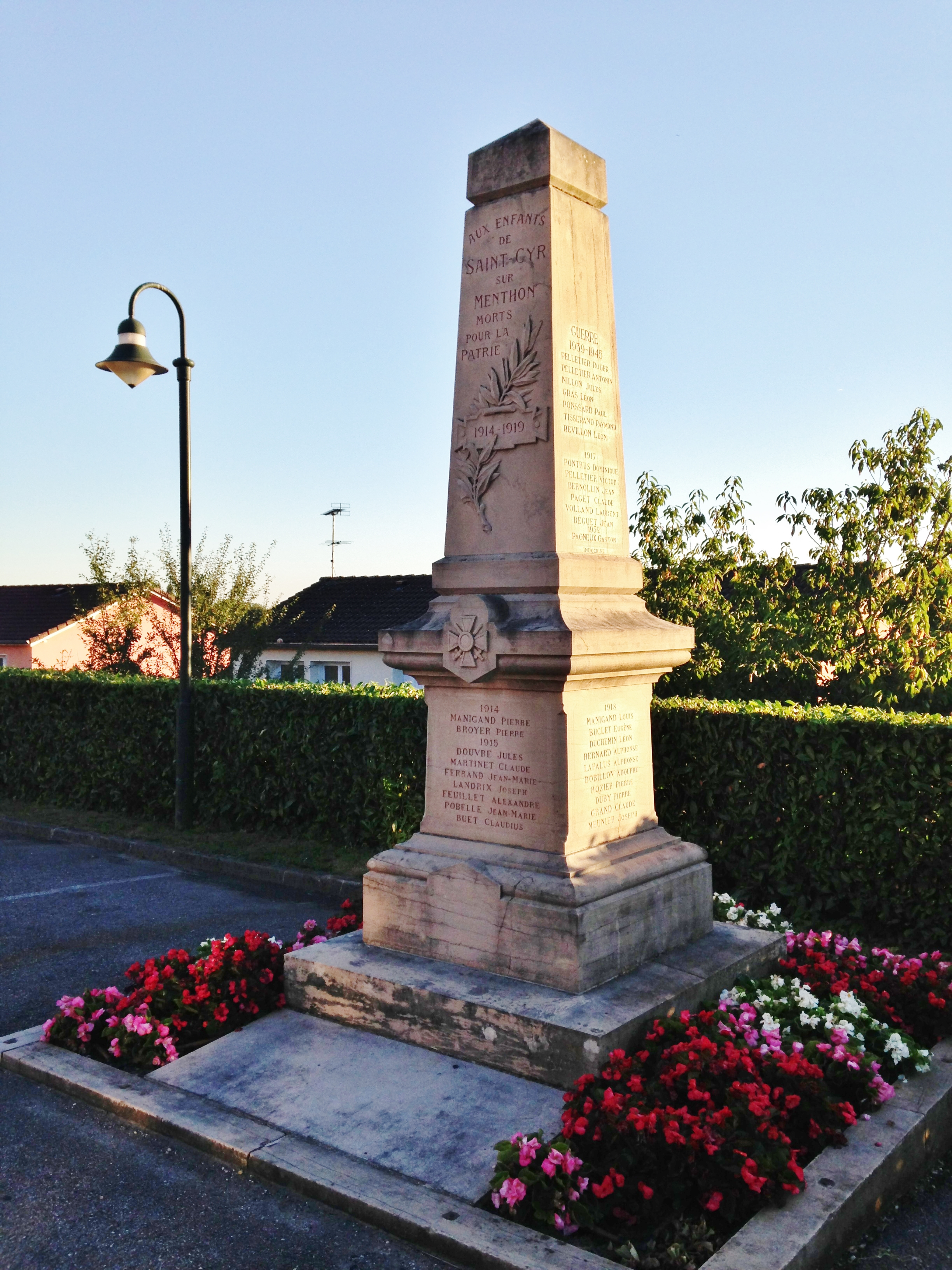
Военный мемориал
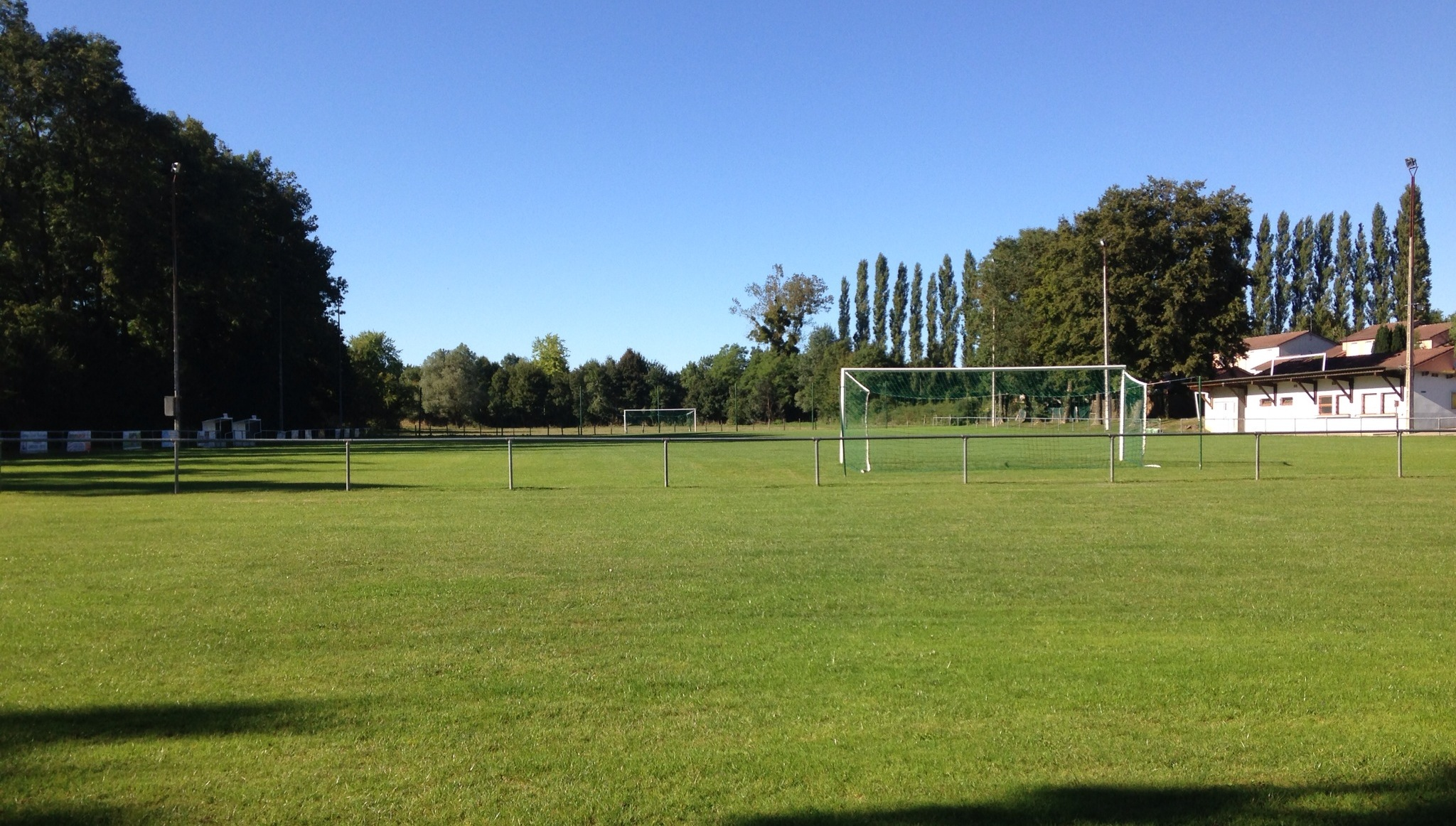
Стадион
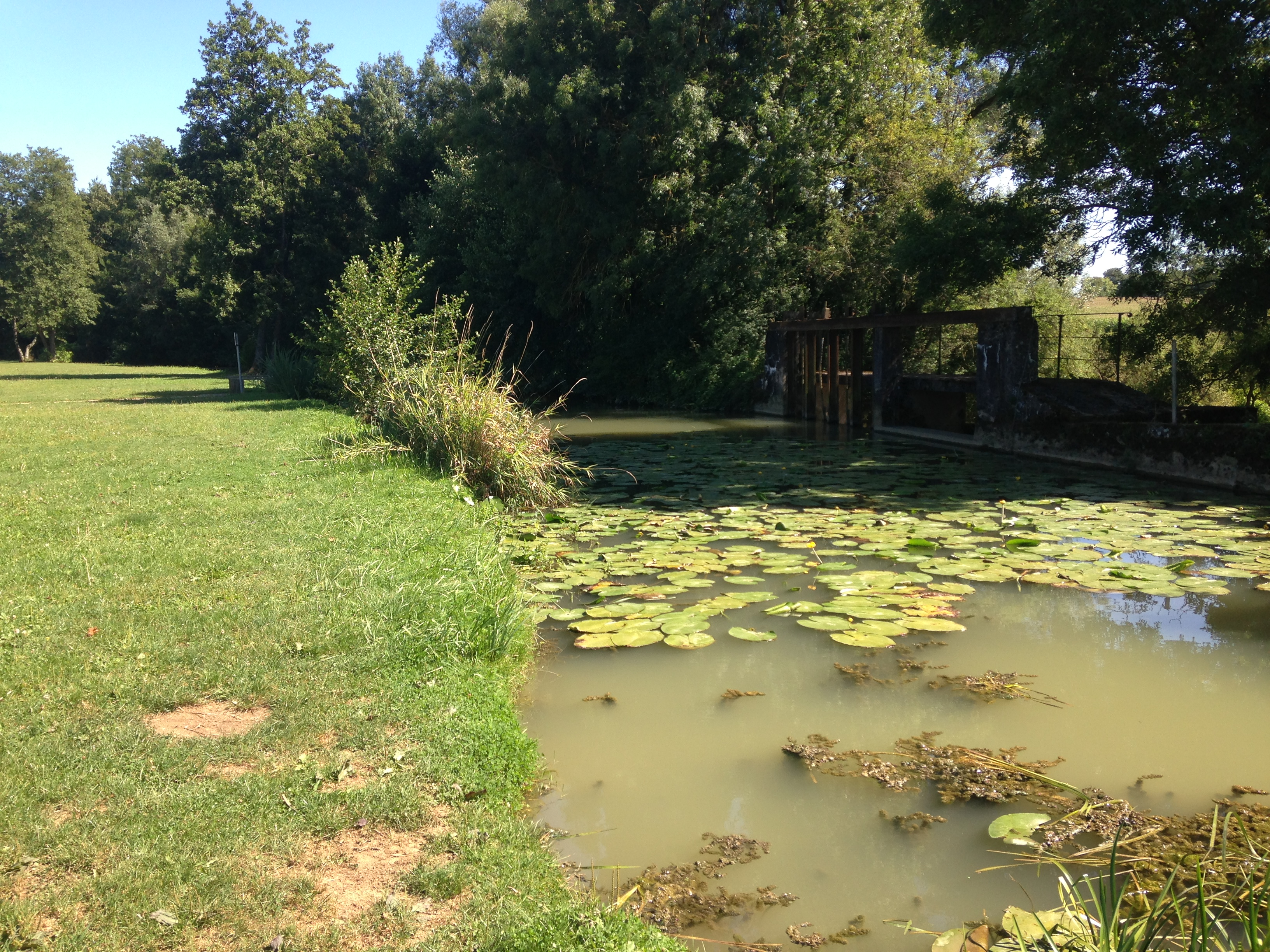
Река Мантон